# 魚沼市

現・魚沼市域における平成の大合併。市役所は旧小出町に置かれている。画像内クリックにより各旧町村の記事にリンク可能。

魚沼市（うおぬまし）は、新潟県中越地方の南東部に位置する市。
周囲を山に囲まれた盆地で、冬期は市街地でも最深積雪の平年値が2 mを超える国内有数の豪雪地帯である（気象・環境参照）。上越新幹線で新潟駅から40分、東京駅から90分の位置にあり、冬季のスキーは重要な産業で、また南魚沼市、小千谷市、十日町市共々、魚沼地方は稲作が盛んで、魚沼産コシヒカリの産地の一つとしても知られる。
2004年（平成16年）11月1日に、北魚沼郡に属した堀之内町、小出町、湯之谷村、広神村、守門村、入広瀬村の6つの自治体が合併して誕生した。堀之内地区は、かつて三国街道の宿場町（堀之内宿）として栄えた。

## 地理

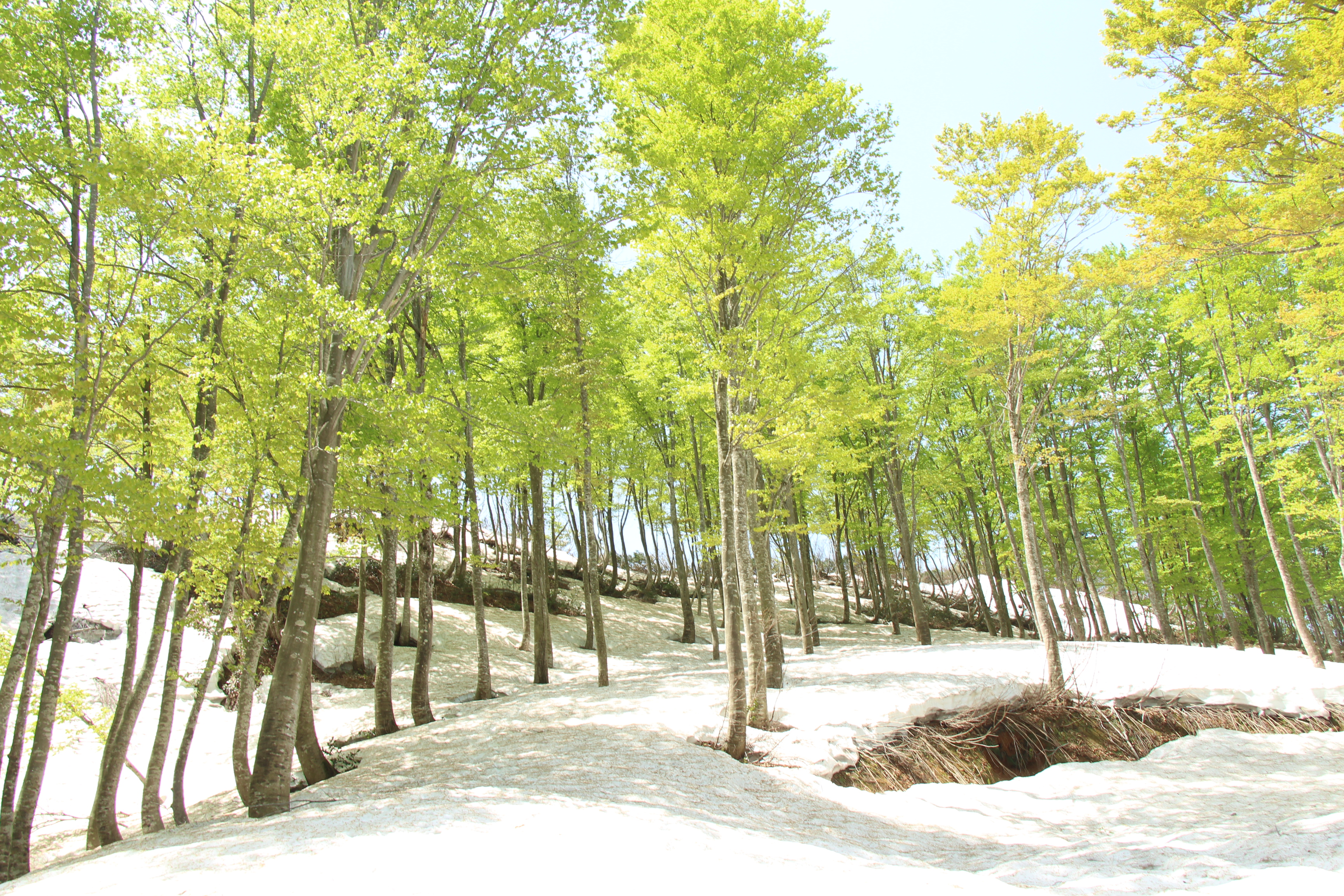
大白川のブナ林（2017年5月）

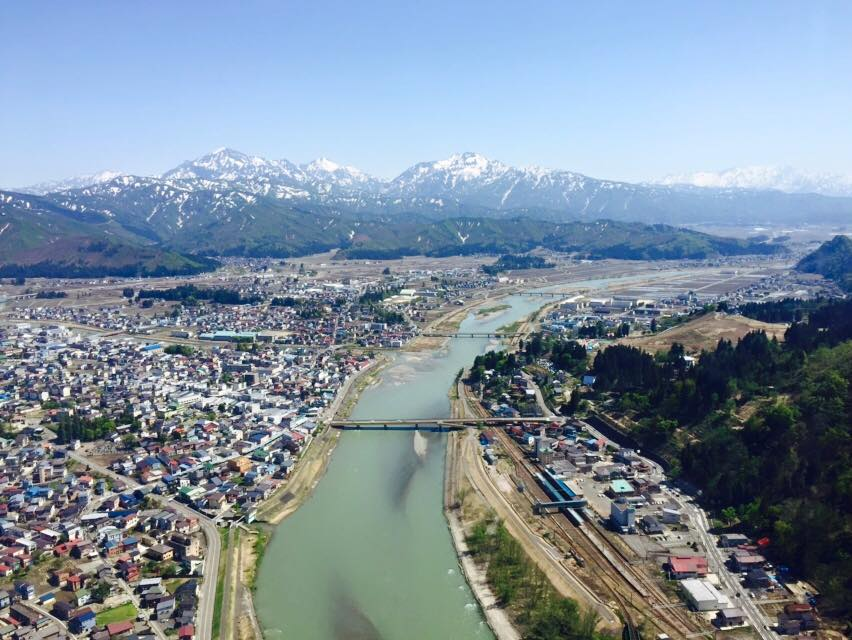
小出市街地付近の航空写真。魚野川と越後三山（2015年5月）

新潟県の南東部に位置しており福島県と群馬県の県境に接し、その一部は尾瀬国立公園および越後三山只見国定公園に指定されている。東西約37 km、南北約52 km、面積946.76 km2で新潟県の面積の約7.5 %にあたり市内の84.25%は森林である。
- 山: 越後駒ヶ岳、中ノ岳、平ヶ岳、荒沢岳、守門岳、浅草岳、上権現堂山、下権現堂山、唐松山、鳥屋ヶ峰
- 河川: 魚野川、破間川、佐梨川、羽根川、只見川、黒又川、末沢川、福山川、
- 湖沼: 銀山湖、鏡ヶ池、黒又川第一・第二ダム、破間川ダム、奥只見ダム

## 気候
日本有数の豪雪地帯であり、特別豪雪地帯の指定を受けている。記録的な豪雪を過去に何度も経験しており、1945年（昭和20年）2月25日に最深積雪量440 cmを小出観測所で記録している。守門のアメダスでは1981年（昭和56年）2月9日に463 cmの積雪深を観測している。
寒暖の差が大きく、気温の年較差、日較差が大きい顕著な大陸性気候でもある。
2月の最深積雪の平年値（1991-2020年）は小出が197 cm、守門が252 cmである。
| 小出の気候                                                                  | 小出の気候     | 小出の気候    | 小出の気候    | 小出の気候    | 小出の気候   | 小出の気候    | 小出の気候     | 小出の気候   | 小出の気候   | 小出の気候    | 小出の気候    | 小出の気候    | 小出の気候        |
| 月                                                                          | 1月            | 2月           | 3月           | 4月           | 5月          | 6月           | 7月            | 8月          | 9月          | 10月          | 11月          | 12月          | 年                |
| --------------------------------------------------------------------------- | -------------- | ------------- | ------------- | ------------- | ------------ | ------------- | -------------- | ------------ | ------------ | ------------- | ------------- | ------------- | ----------------- |
| 最高気温記録 °C （°F）                                                      | 16.7 (62.1)    | 18.1 (64.6)   | 22.9 (73.2)   | 30.9 (87.6)   | 33.7 (92.7)  | 36.9 (98.4)   | 38.4 (101.1)   | 39.0 (102.2) | 38.1 (100.6) | 34.8 (94.6)   | 27.2 (81)     | 21.1 (70)     | 39.0 (102.2)      |
| 平均最高気温 °C （°F）                                                      | 3.3 (37.9)     | 4.3 (39.7)    | 8.3 (46.9)    | 16.2 (61.2)   | 23.1 (73.6)  | 26.4 (79.5)   | 29.8 (85.6)    | 31.7 (89.1)  | 27.0 (80.6)  | 20.6 (69.1)   | 13.6 (56.5)   | 6.5 (43.7)    | 17.6 (63.7)       |
| 日平均気温 °C （°F）                                                        | 0.3 (32.5)     | 0.5 (32.9)    | 3.2 (37.8)    | 9.2 (48.6)    | 16.3 (61.3)  | 20.7 (69.3)   | 24.5 (76.1)    | 25.7 (78.3)  | 21.4 (70.5)  | 14.9 (58.8)   | 8.3 (46.9)    | 2.8 (37)      | 12.3 (54.1)       |
| 平均最低気温 °C （°F）                                                      | −2.3 (27.9)    | −2.7 (27.1)   | −0.8 (30.6)   | 3.6 (38.5)    | 10.4 (50.7)  | 16.2 (61.2)   | 20.5 (68.9)    | 21.4 (70.5)  | 17.2 (63)    | 10.7 (51.3)   | 4.2 (39.6)    | −0.1 (31.8)   | 8.2 (46.8)        |
| 最低気温記録 °C （°F）                                                      | −13.7 (7.3)    | −13.9 (7)     | −11.7 (10.9)  | −4.7 (23.5)   | 1.8 (35.2)   | 7.9 (46.2)    | 13.0 (55.4)    | 12.5 (54.5)  | 6.3 (43.3)   | −0.1 (31.8)   | −5.7 (21.7)   | −12.4 (9.7)   | −13.9 (7)         |
| 降水量 mm （inch）                                                          | 369.3 (14.539) | 248.9 (9.799) | 187.0 (7.362) | 123.5 (4.862) | 117.1 (4.61) | 158.6 (6.244) | 269.8 (10.622) | 178.3 (7.02) | 162.3 (6.39) | 182.7 (7.193) | 247.7 (9.752) | 389.9 (15.35) | 2,635.1 (103.744) |
| 降雪量 cm （inch）                                                          | 327 (128.7)    | 264 (103.9)   | 126 (49.6)    | 21 (8.3)      | 0 (0)        | 0 (0)         | 0 (0)          | 0 (0)        | 0 (0)        | 0 (0)         | 5 (2)         | 164 (64.6)    | 900 (354.3)       |
| 平均月間日照時間                                                            | 37.9           | 57.8          | 93.7          | 151.3         | 187.0        | 143.5         | 138.8          | 183.0        | 133.9        | 127.5         | 97.0          | 54.3          | 1,405.6           |
| 出典1：気象庁 平年値（年・月ごとの値）(平均値 : 1991年 - 2020年)            |                |               |               |               |              |               |                |              |              |               |               |               |                   |
| 出典2：気象庁 観測史上1～10位の値（年間を通じての値）(極値 : 1978年 - 現在) |                |               |               |               |              |               |                |              |              |               |               |               |                   |

| 守門（1991年 - 2020年）の気候      | 守門（1991年 - 2020年）の気候 | 守門（1991年 - 2020年）の気候 | 守門（1991年 - 2020年）の気候 | 守門（1991年 - 2020年）の気候 | 守門（1991年 - 2020年）の気候 | 守門（1991年 - 2020年）の気候 | 守門（1991年 - 2020年）の気候 | 守門（1991年 - 2020年）の気候 | 守門（1991年 - 2020年）の気候 | 守門（1991年 - 2020年）の気候 | 守門（1991年 - 2020年）の気候 | 守門（1991年 - 2020年）の気候 | 守門（1991年 - 2020年）の気候 |
| 月                                 | 1月                           | 2月                           | 3月                           | 4月                           | 5月                           | 6月                           | 7月                           | 8月                           | 9月                           | 10月                          | 11月                          | 12月                          | 年                            |
| ---------------------------------- | ----------------------------- | ----------------------------- | ----------------------------- | ----------------------------- | ----------------------------- | ----------------------------- | ----------------------------- | ----------------------------- | ----------------------------- | ----------------------------- | ----------------------------- | ----------------------------- | ----------------------------- |
| 最高気温記録 °C （°F）             | 12.9 (55.2)                   | 15.5 (59.9)                   | 21.4 (70.5)                   | 29.9 (85.8)                   | 32.8 (91)                     | 35.3 (95.5)                   | 37.2 (99)                     | 37.4 (99.3)                   | 36.8 (98.2)                   | 33.6 (92.5)                   | 26.0 (78.8)                   | 22.2 (72)                     | 37.4 (99.3)                   |
| 平均最高気温 °C （°F）             | 2.6 (36.7)                    | 3.5 (38.3)                    | 7.2 (45)                      | 14.5 (58.1)                   | 21.9 (71.4)                   | 25.1 (77.2)                   | 28.4 (83.1)                   | 30.2 (86.4)                   | 25.8 (78.4)                   | 19.5 (67.1)                   | 12.7 (54.9)                   | 5.6 (42.1)                    | 16.4 (61.5)                   |
| 日平均気温 °C （°F）               | −0.4 (31.3)                   | −0.2 (31.6)                   | 2.3 (36.1)                    | 7.7 (45.9)                    | 14.9 (58.8)                   | 19.4 (66.9)                   | 23.3 (73.9)                   | 24.4 (75.9)                   | 20.2 (68.4)                   | 13.9 (57)                     | 7.4 (45.3)                    | 2.0 (35.6)                    | 11.3 (52.3)                   |
| 平均最低気温 °C （°F）             | −3.0 (26.6)                   | −3.4 (25.9)                   | −1.5 (29.3)                   | 2.4 (36.3)                    | 8.6 (47.5)                    | 14.5 (58.1)                   | 19.2 (66.6)                   | 20.1 (68.2)                   | 16.0 (60.8)                   | 9.6 (49.3)                    | 3.3 (37.9)                    | −0.8 (30.6)                   | 7.1 (44.8)                    |
| 最低気温記録 °C （°F）             | −12.1 (10.2)                  | −13.2 (8.2)                   | −10.2 (13.6)                  | −4.7 (23.5)                   | 0.1 (32.2)                    | 5.0 (41)                      | 10.2 (50.4)                   | 11.2 (52.2)                   | 5.5 (41.9)                    | −0.3 (31.5)                   | −6.3 (20.7)                   | −10.1 (13.8)                  | −13.2 (8.2)                   |
| 降水量 mm （inch）                 | 446.0 (17.559)                | 295.0 (11.614)                | 222.4 (8.756)                 | 141.5 (5.571)                 | 125.5 (4.941)                 | 169.7 (6.681)                 | 311.0 (12.244)                | 213.2 (8.394)                 | 181.8 (7.157)                 | 198.6 (7.819)                 | 318.2 (12.528)                | 470.9 (18.539)                | 3,105.4 (122.26)              |
| 降雪量 cm （inch）                 | 398 (156.7)                   | 302 (118.9)                   | 182 (71.7)                    | 60 (23.6)                     | 4 (1.6)                       | 0 (0)                         | 0 (0)                         | 0 (0)                         | 0 (0)                         | 0 (0)                         | 23 (9.1)                      | 259 (102)                     | 1,243 (489.4)                 |
| 平均降水日数 （≥1.0 mm）           | 26.4                          | 22.3                          | 21.0                          | 14.4                          | 12.4                          | 13.4                          | 16.0                          | 12.9                          | 14.5                          | 15.6                          | 19.9                          | 24.6                          | 212.6                         |
| 平均月間日照時間                   | 31.3                          | 49.4                          | 83.2                          | 140.5                         | 182.3                         | 141.2                         | 134.1                         | 179.4                         | 134.8                         | 120.7                         | 88.3                          | 44.7                          | 1,336.4                       |
| 出典1：Japan Meteorological Agency |                               |                               |                               |                               |                               |                               |                               |                               |                               |                               |                               |                               |                               |
| 出典2：気象庁                      |                               |                               |                               |                               |                               |                               |                               |                               |                               |                               |                               |                               |                               |

## 歴史
西暦702年(大宝2年)に書かれた『続日本紀』に魚沼郡の存在を推定させる記述があり、これ以前にすでに魚沼郡があったと思われる。また、旧南魚沼郡大和町、川口町を含む旧北魚沼郡の全域、小千谷市の一部を含む地域は藪神荘と呼ばれる荘園であった。
- 2004年（平成16年）11月1日、北魚沼郡堀之内町、小出町、湯之谷村、広神村、守門村、入広瀬村が合併（新設合併）して市制施行。これは、旧川口町を除く旧北魚沼郡の全域にあたる。

合併による新市発足を8日後に控えた10月23日に新潟県中越地震が発生し、震源から程近い当地域でも死者5名、全壊75世帯を数える。魚沼市の歴史は震災復興から幕を開けることとなった。
合併以前よりこの地域は（小出地域を中心として）「小出郷」と総称されることがあり、特に1960年 - 1970年代を中心に、合併前に建設された公共施設や組合等の名称に使われている。また天気予報等では「魚沼北部地域（地区）」、他に「北魚沼地域（地区）」・「北魚（ほくぎょ）」とも言われる。

## 人口
| |                                        |  |
| 魚沼市と全国の年齢別人口分布（2005年） | 魚沼市の年齢・男女別人口分布（2005年） |  |
| ■紫色 ― 魚沼市 ■緑色 ― 日本全国 | ■青色 ― 男性 ■赤色 ― 女性              |  |
| 魚沼市（に相当する地域）の人口の推移 \| 1970年（昭和45年） \| 49,689人 \| \| \| 1975年（昭和50年） \| 48,177人 \| \| \| 1980年（昭和55年） \| 48,482人 \| \| \| 1985年（昭和60年） \| 48,009人 \| \| \| 1990年（平成2年） \| 47,394人 \| \| \| 1995年（平成7年） \| 46,490人 \| \| \| 2000年（平成12年） \| 45,386人 \| \| \| 2005年（平成17年） \| 43,555人 \| \| \| 2010年（平成22年） \| 40,361人 \| \| \| 2015年（平成27年） \| 37,352人 \| \| \| 2020年（令和2年） \| 34,483人 \| \| |                                        |  |
| 総務省統計局 国勢調査より |                                        |  |
| 1970年（昭和45年） | 49,689人                               |  |
| 1975年（昭和50年） | 48,177人                               |  |
| 1980年（昭和55年） | 48,482人                               |  |
| 1985年（昭和60年） | 48,009人                               |  |
| 1990年（平成2年） | 47,394人                               |  |
| 1995年（平成7年） | 46,490人                               |  |
| 2000年（平成12年） | 45,386人                               |  |
| 2005年（平成17年） | 43,555人                               |  |
| 2010年（平成22年） | 40,361人                               |  |
| 2015年（平成27年） | 37,352人                               |  |
| 2020年（令和2年） | 34,483人                               |  |

## 行政

### 市長職務執行者
- 野村學（旧守門村長） -- 2004年11月1日 - 新市長就任まで

### 歴代市長
| 代  | 氏名     | 就任年月日     | 退任年月日     | 前職               |
| --- | -------- | -------------- | -------------- | ------------------ |
| 1   | 星野芳昭 | 2004年12月12日 | 2008年12月11日 | 旧堀之内町長       |
| 2-3 | 大平悦子 | 2008年12月12日 | 2016年12月11日 | 旧小出町・魚沼市議 |
| 4   | 佐藤雅一 | 2016年12月12日 | 2020年12月11日 | 魚沼市議           |
| 5   | 内田幹夫 | 2020年12月12日 |                |                    |

大平悦子は新潟県内では初となる女性首長。

### 市の機関

#### 庁舎
市役所は合併当初は「分庁舎方式」を取っており、条例上の事務所位置を小出庁舎（旧小出町役場）に置きながらも、他の旧町村役場庁舎を分庁舎として機能を分散させていた。しかし分散による弊害や施設老朽化、防災機能不足等の課題を抱えていたため、機能再編・集約化のうえで本庁舎を建設する方針となり、小出市街地の中で候補地の検討が進められた結果、北部公民館隣接地（電源開発専用線の鉄道施設跡地周辺）が建設地となった。
2020年（令和2年）に石本建築事務所・千葉学建築計画事務所による設計の4階建ての庁舎が完成し、5月7日に開庁した。

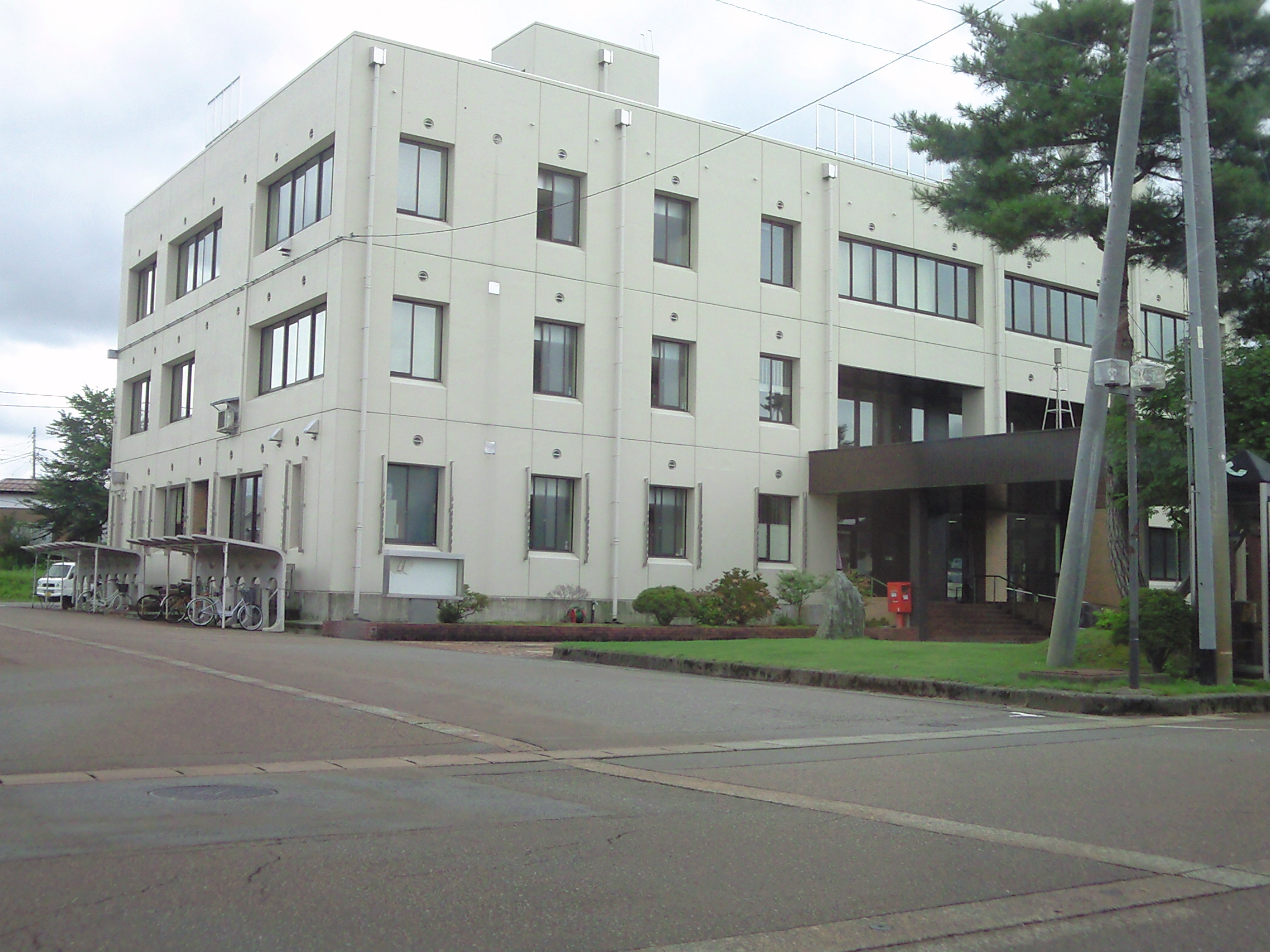
堀之内庁舎（1983年度建築[10]、2008年撮影）
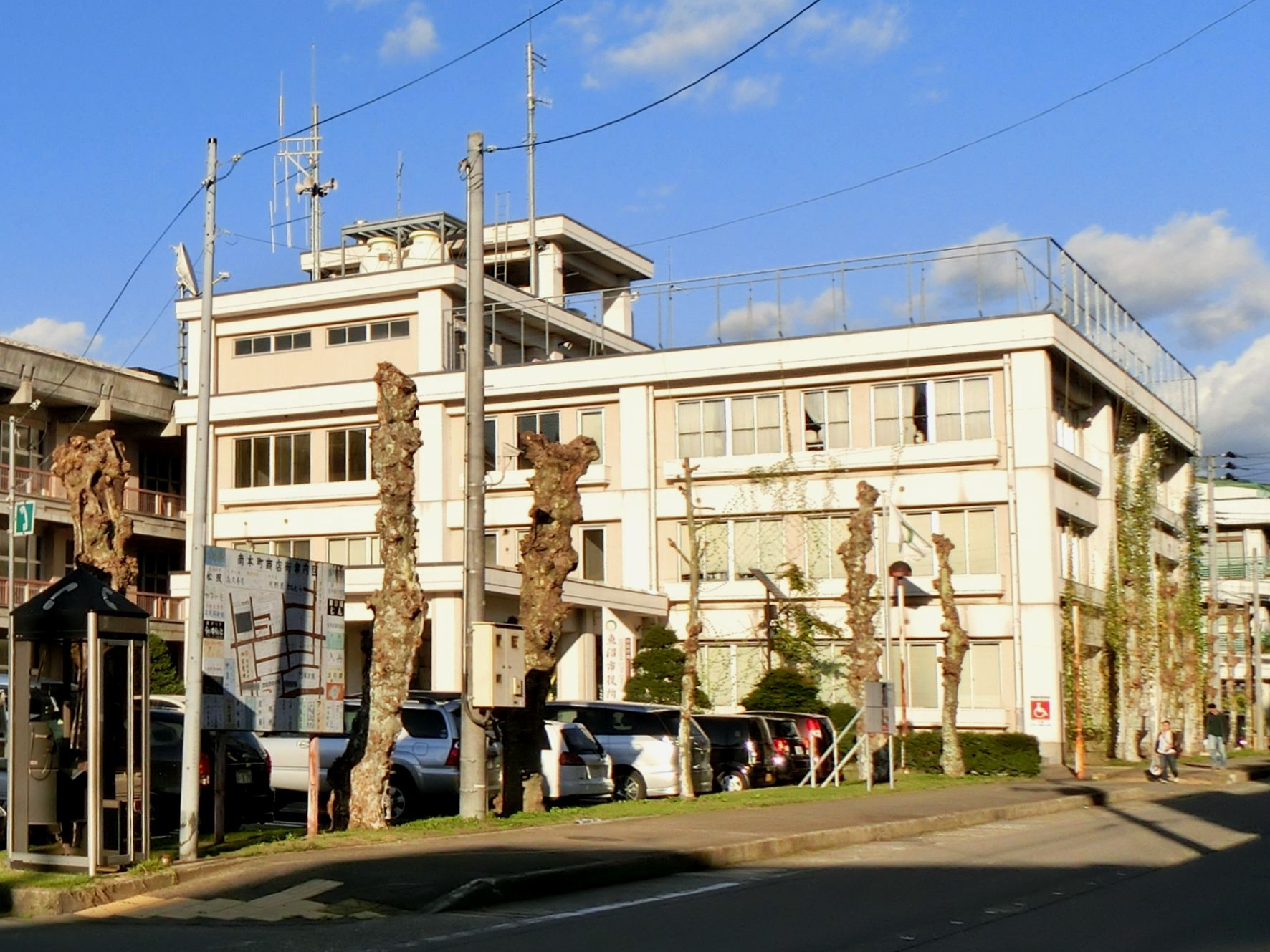
小出庁舎（1979年度建築[10]、2012年撮影）
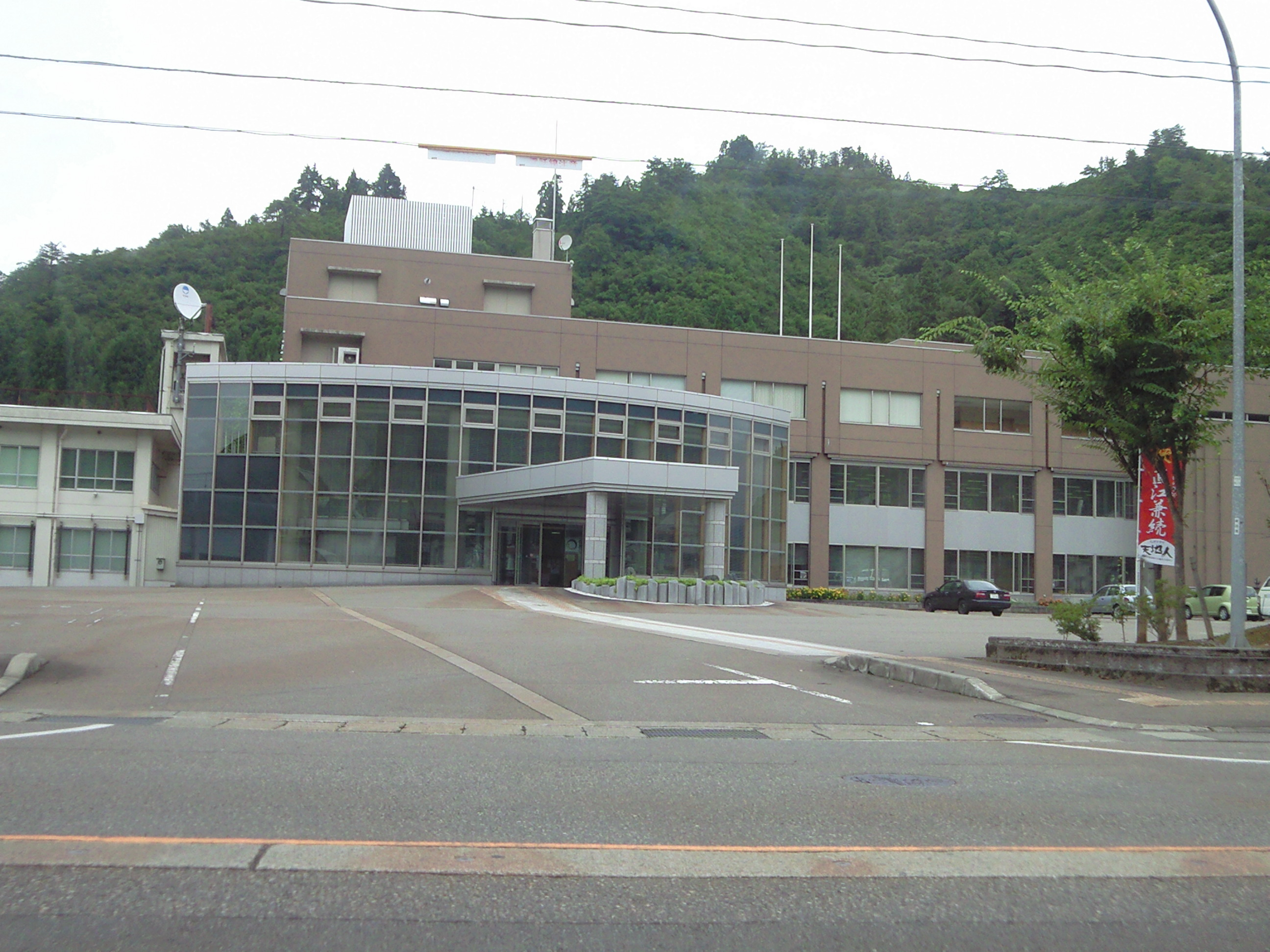
湯之谷庁舎（1998年度建築[10]、2008年撮影）
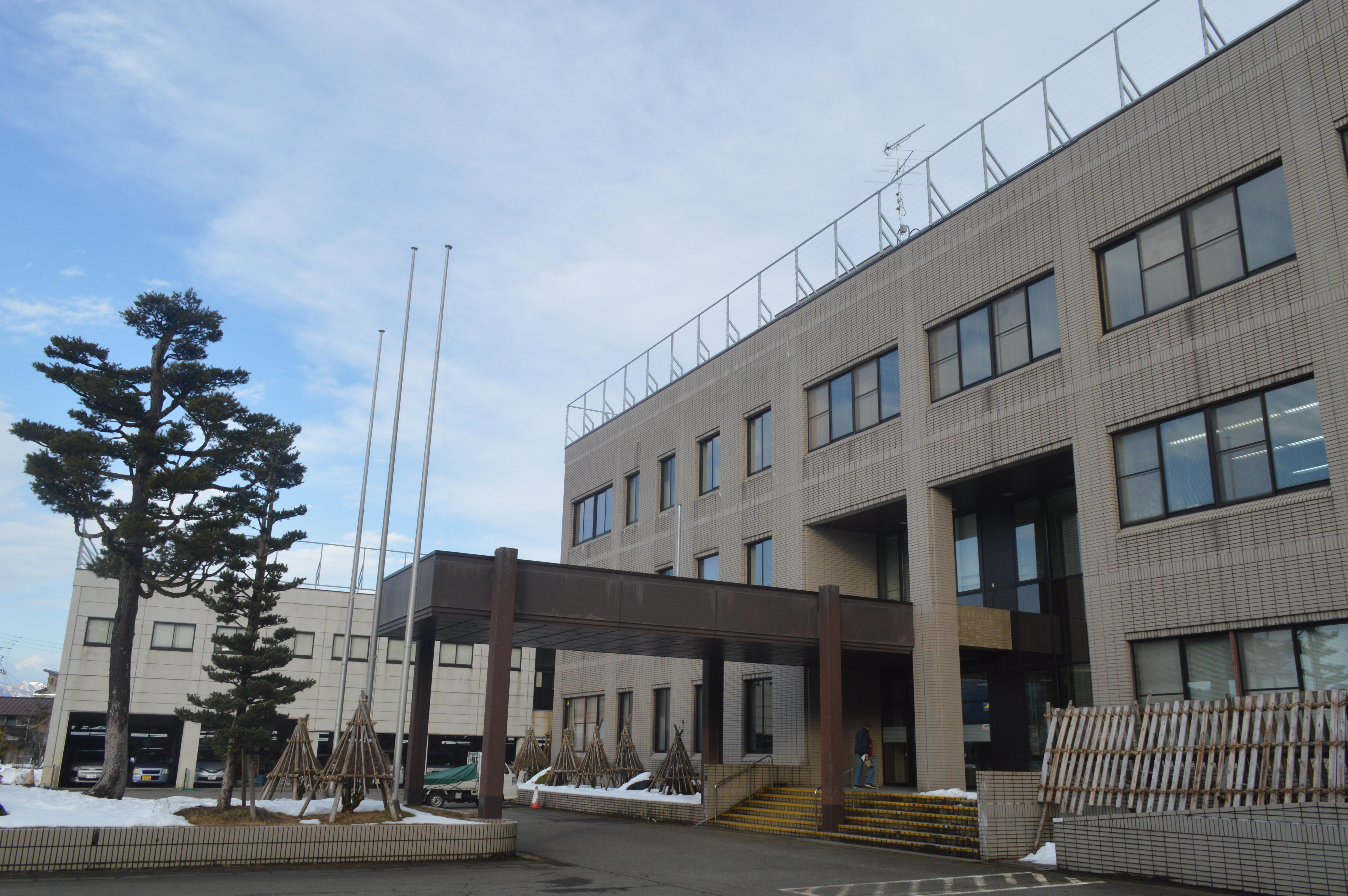
広神庁舎（1987年度建築[10]、2020年撮影）
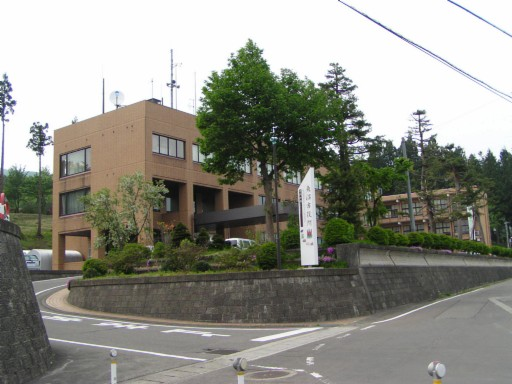
守門庁舎
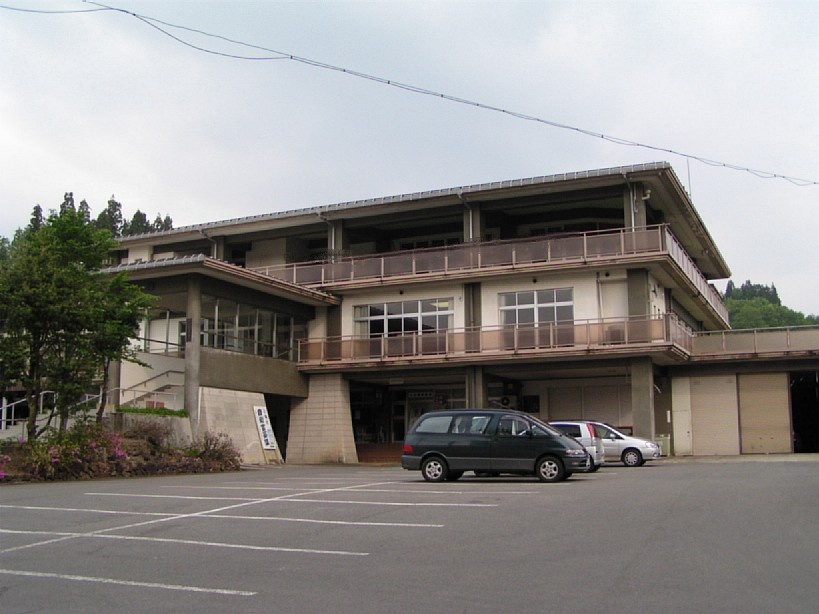
入広瀬庁舎（1978年度建築[10]、2005年撮影）

#### 病院・診療所（医療機関等）
●小出病院  ●堀之内病院 ●守門診療所 ●入広瀬診療所
小出病院は二次救急病院として救急車搬送による救急外来や専門的治療をも行っている。

### 警察
- 新潟県小出警察署（新潟県魚沼市井口新田243番地1）

1972年に現在地に移る前は、旧小出町本町にあった。

### 消防
- 魚沼市消防本部（新潟県魚沼市四日町450-1）

概要
消防本部：魚沼市四日町450-1　管内面積：946.93km²
職員定数：72人
消防署1カ所、出張所1カ所
主力機械（2006年4月1日現在） 普通消防ポンプ自動車：2
水槽付消防ポンプ自動車：1
はしご付消防自動車：1
高規格救急自動車：4
救助工作車：1
指揮車：1
小型動力ポンプ付水槽車：1
その他：2
1972年に現在地に移る前は、旧湯之谷村井口新田（現在の株式会社小出タクシーの所在地）にあった。

### 県の機関
- 奥只見シルバーライン管理事務所
- 新潟県魚沼地域振興局

●企画振興部 ●農業振興部 ●地域整備部 ●健康福祉部 ※魚沼保健所（旧小出保健所）
- 新潟県中越家畜保健衛生所
- 新潟県内水面水産試験場小出支場
- 堀之内浄化センター

### 国の機関
- 新潟労働局南魚沼公共職業安定所小出出張所
- 新潟労働局小出労働基準監督署
- 関東森林管理局中越森林管理署小出・入広瀬農林事務所
- 北陸農政局新潟農政事務所魚沼庁舎
- 国土交通省

●信濃川河川事務所堀之内出張所 ●長岡国道事務所小出維持出張所（兼小出除雪ステーション） ●湯沢砂防事務所破間川出張所
※以前は新潟地方法務局小出出張所（湯之谷地域）があったが、現在は六日町支局（現南魚沼支局）に統合され廃止された。建物は小出出張所時代に移転新築されたが、数年間しか使用されなかった。

## 議会

### 市議会
合併当初は旧6ヶ町村議員がそのまま市議員に就任する「在任特例」で市議会議員が96名いた。しかし、人数が多く歳費の圧迫（市民運動での発表では年間2億円の負担増とのこと）につながっていたために、市民などから批判が多数出て解散を求める住民投票運動が起こったため、市民の声に応えて自主的に辞職する議員もいたが、最終的には2005年（平成17年）5月31日に議会による自主解散、同年7月3日投票による市議会議員選挙を行い、新たに26名が選ばれた。2009年（平成21年）6月28日に任期満了に伴う選挙が行われた。このときには定数が2名削減され、24名が新たに選出された。2013年（平成25年）6月23日投票の市議選挙ではさらに4名削減され定数20となった。
歴代議長、副議長
| 代 | 議長     | 副議長     | 就任年月日           |
| -- | -------- | ---------- | -------------------- |
| 1  | 小幡真次 | 佐藤武     | 2004年11月18日       |
| 2  | 岡部忠好 | 山田昭雄   | 2005年7月11日        |
| 3  | 佐藤守   | 新保隆     | 2007年6月22日        |
| 4  | 星謙一   | 大塚フミ子 | 2009年7月13日        |
| 5  | 佐藤守   | 星孝司     | 2011年7月4日         |
| 6  | 浅井守雄 | 星野武男   | 2013年7月3日         |
| 7  | 浅井守雄 | 森山英敏   | 2015年7月3日         |
| 8  | 森島守人 | 遠藤徳一   | 2017年7月3日（現職） |

### 県議会
- 選挙区：魚沼市選挙区
- 定数：1人
- 現職：皆川雄二（2007年4月9日当選より3期目）

### 衆議院
- 選挙区：新潟5区（長岡市の一部、小千谷市、魚沼市、南魚沼市、南魚沼郡）
- 任期：2021年10月31日 - 2025年10月30日
- 投票日：2021年10月31日
- 当日有権者数：275,224人
- 最終投票率：65.20％

| 当落 | 候補者名 | 年齢 | 所属党派   | 新旧別 | 得票数   | 重複 |
| ---- | -------- | ---- | ---------- | ------ | -------- | ---- |
| 当   | 米山隆一 | 54   | 無所属     | 新     | 79,447票 |      |
| 比当 | 泉田裕彦 | 59   | 自由民主党 | 前     | 60,837票 | ○    |
|      | 森民夫   | 72   | 無所属     | 新     | 36,422票 |      |

## 司法
市内には裁判所等司法機関は無く、簡易裁判に関する事案の第一審の裁判は「長岡簡易裁判所」、司法事件の第一審裁判は「新潟地方裁判所長岡支部」、家事審判・家事調停・少年審判・福祉犯罪等の刑事訴訟の第一審裁判・審判は「新潟家庭裁判所長岡支部」となり、区検察庁（新潟区検察庁）・地方検察庁（新潟地方検察庁）等と共に長岡エリアの管轄となる。

## 経済

### 就業人口
2010年時点での統計
- 第一次産業 2,184人 第二次産業 6,690人 第三次産業 10,945人

市内は専業農家より兼業農家の方が多い。第一次産業の人数は専業農家だが、大多数が高齢者である。過去には酪農・養豚等も含め多種であったが、近年は稲作や畑作が多い。第二次産業は1960年代にアルプス電気の進出によって徐々に工場の進出・誘致が増えて携わる人が増えた。また、1950年代頃から奥只見ダムの建設でも、第二次産業に携わる人が増えたこともある。第三次産業は1980年頃から携わる人が増えた。

### 主な特産・名産品
- 米（魚沼産コシヒカリ）
- 日本酒（市内には玉川酒造、緑川酒造と酒蔵が複数ある）
- 切り花（堀之内地区 主にユリ等）
- たらの芽・うるい（堀之内地区）
- 魚沼わさび（小出地区十日町）
- 魚沼健康豚（広神地区）

※他に、本場の南魚沼市大和地域程ではないが西瓜（八色すいか）、特に入広瀬地域や湯之谷地域での山菜、JA北魚沼（旧JAゆのたに村）の自然薯、湯之谷地域銀山平・奥只見地区の岩魚や鮎・ウグイ（ハヤ）・カジカ・サクラマス・ヤマメや山菜・缶詰・ハム・ウインナー等の加工食品等がある。（ブランド豚である「越後もち豚」・「深雪餅豚」等があるので、それらを使用した製品もある。）

### 本社が市内にある（あった）主な企業
- 魚沼醸造（小出地域 水の郷工業団地）マルコメの100％子会社
- 魚沼ホンダ（Honda Cars魚沼 湯之谷地域）
- 大沢加工（湯之谷地域）
- 小出自動車工業（湯之谷・小出地域）
- 佐藤修理工場（堀之内地域）
- 滝沢種苗（堀之内地域）
- みうらや（堀之内地域）
- 大力納豆（小出地域 当初は小出島地区横町で創業）
- 玉川酒造（守門地域）
- あかつき印刷（守門地域）
- 魚沼陸送整備（堀之内地域）
- 北新工機（入広瀬地域）
- 山田精工（広神地域）
- 銀山商事（小出地域）
- 田上新聞店（小出地域）
- 田上食品（小出地域）
- 中村バルブ製作所（堀之内地域）
- ハイ・テックス（小出地域）
- 三友組（湯之谷地域）
- サンフレンドホーム（湯之谷地域）
- ミナミエステート（湯之谷地域）
- 柏商事（小出地域）

- ホリカフーズ（旧社名堀之内缶詰 堀之内地域）
- 緑川酒造（小出地域 1990年迄は小出島地区本町に所在）
- 山喜農園（堀之内地域）
- サトウ産業（小出地域）
- ニットク（堀之内地域）
- 越南プリンティング（小出地域 越南タイムス）
- 守門機工（守門地域）
- 魚沼オールパッケージ（旧社名雪国パッケージ 小出地域）
- ウイング製作所（広神地域）
- 魚沼流通サービス（小出地域）
- ウィン（小出地域）
- 魚沼わさび苑（小出地域）
- ゆのたに（湯之谷地域）
- 共同麺業（小出地域）
- マリアージュタカラ（小出地域）
- アートプリント角越（小出地域 小出郷新聞）
- 岡部組 合資会社（小出地域）
- モンブラン（小出地域）
- テッコ横山（小出地域）
- 百笑縁ファーム（広神地域）

- JA北魚沼（各地域 旧JA小出・JA堀之内・JA藪神・JA守門・JA入広瀬・JA湯之谷・JA広瀬・JA川口）
- 日通小千谷運輸（系列企業 堀之内地域日本通運敷地内）※元々は小千谷市や長岡市に本社を構えていたが、2004年頃に当時の日本通運小出営業所敷地内の株式会社アルプス物流新潟営業所事務所跡に移転した。

### 支社・営業所・工場・倉庫等が市内にある（あった）主な企業
- テーブルマーク魚沼水の郷工場（小出地域 水の郷工業団地）
- 電源開発（小出・湯之谷地域等）
- アルプス電気（小出地域 敷地内一部広神地域）
- 越後交通・南越後観光バス（湯之谷地域）

- カイセ工業（広神地域）
- 品川鐵工場（守門地域）
- シンガポールファッション（堀之内地域 双日グループ）
- 三京機器（入広瀬地域）
- 新潟ダイハツモータース（堀之内地域）
- 竹下製薬（入広瀬地域）
- ニッパンレンタル（堀之内地域）
- 福田道路（小出地域）
- ヤマト運輸（小出地域）
- ニューロング精機（旧社名藤岡ニューロング工業 小出地域）
- アライ（堀之内地域）

- 泰和製作所（堀之内地域）
- 長岡マツダ オートザム小出（小出地域）
- 西原環境衛生研究所（守門地域）
- BIG RENTAL（堀之内地域 旧コマツレンタル）
- アクティオ（湯之谷地域）
- 平田バルブ工業（堀之内地域）
- 東邦電子（撤退した太陽工機跡 守門地域）
- サンケン（旧社名三研電気 広神地域）
- 坂東電線（堀之内地域）
- 三沢電線（堀之内地域）

- 日本通運（堀之内地域）
- 新潟日産自動車小出営業所（小出地域）。
- ヘルシーカンパニー21C（守門地域）

### 市内に出店している企業・法人等の店舗（店舗名）等
- 原信小出東店（湯之谷地域）
  - 1997年6月に旧湯之谷村井口新田地区に完成したショッピングセンター（郊外型店舗）内に開店。
- 蔦屋書店小出店（湯之谷地域）
- COMG! 小出店（湯之谷地域）
- 良食生活館小出店（小出地域）
- スーパーサカキヤ（小出地域）
- マルイ堀之内店（堀之内地域）
- ファッションセンターしまむら小出店（小出地域）
- くすりのコダマ小出店（湯之谷地域）・小出南店（小出地域）
- ドコモショップ魚沼店（湯之谷地域）
- てーぶるくろす小出郷店（湯之谷地域）
- ほっともっと小出町店（小出地域 旧ほっかほっか亭）
- くるくる寿司小出店（小出地域）
- コメリホームセンター小出店（小出地区）
- コメリハードアンドグリーン（H&G）堀之内店（堀之内地域）・広神店（広神地域）
- 三宝亭小出店
- ハリカ小出店
- コンビニエンスストア
  - セブン-イレブン（6店舗）
  - セーブオン（4店舗）
  - デイリーヤマザキ（1店舗）

### 市内に出店していた企業・法人等の店舗（店舗名）等
- 小出湯（小出地域稲荷町地区）
- おもちゃのまつばら（小出地域 松原玩具店）
- 靴のサクライ・おもちゃのニッポン・北南家具・靴のチェリー・第一家電（小出地域 グループ企業店）
- アイススケート小出レインボータウン（小出地域）
- ドラッグストアー角倉小出東店（湯之谷地域）

### 市内に出店を予定していた企業・法人等の店舗（店舗名）等
- ベイシア小出店（仮称 小出地域）
  - 小出地域十日町地区に建設計画があり地権者との合意があったものの、地元商工会等の反発が激化し最終的に計画自体が立ち消えた。

### タクシー
- 観光タクシー
- さわやかタクシー（奥只見タクシー）

- 小出タクシー
- ひかり交通（旧堀之内タクシー）

- 雪国タクシー

### バス（貸切・路線）
- ひかり交通（旧堀之内タクシー）
- 小千谷観光バス

- 山峡交通

- 南越後観光バス

ただし、路線バスは南越後観光バスのみである。

### 自動車教習所
- 株式会社魚沼中央自動車学校（旧小出自動車学校。以前は大河津自動車学校・小千谷自動車学校と共にグループ企業だった）
  - 下記の第一種運転免許の学科教習・技能教習・技能検定のみ取り扱う。
    - 普通自動車（MT・AT）
    - 中型自動車（2007年6月迄の旧免許制度時代は大型自動車）
    - 大型特殊自動車
    - 普通自動二輪車（小型限定）
    - 普通自動二輪車

市内には公安委員会の指定（認定）の有無含め、教習所は1校しかない。公安委員会公認校のため、応急救護教習、高齢者講習、特定任意高齢者講習や初心運転者講習等も行われていて、他に月1~2回、日曜日の朝に校内コースが魚沼市交通センター主催の原動機付自転車免許技能講習の会場にも利用されている。なお、冬期間は二輪車の教習・検定は降雪のため行われない。

### 金融機関
- 第四北越銀行
  - 小出支店・小出中央支店（小出中央支店は小出支店内で営業しており、実店舗は一つ）
  - 堀之内支店
- 新潟縣信用組合
  - 小出支店
  - 堀之内支店

- 大光銀行
  - 小出支店
- ゆきぐに信用組合
  - 小出郷支店

- 魚沼農業協同組合
  - 小出支店
  - 堀之内支店
  - 広瀬支店

## 電話番号の市外局番及びMA、電話関連の歴史等

### 過去の市外局番・市内局番の桁数変更等
以前（1960年代〜1970年代頃）までは、全国的にも5〜7桁市外局番+加入者番号が3桁（02579-xxx）だったり（当時電話番号が計8桁だった。非自動局及び半自動局が完全自動化されるまで）、のちに市外局番6桁で市内局番が全くない状態（02579x-xxxx）だったが、1960年代に小出2局については他地域より先行して市内局番がついたが、残りの4・5・6・7・9局番地域では1980年代前半まで市内局番がなく、それ以前は合併前の旧六町村内では他の地域にかける際は市外局番から回す必要があった（市内通話は加入者番号の下3又は4桁のみをダイヤル）。また4・5・6・7・9局番地域では加入者番号が3桁から4桁に追加の際、番号の配列や桁数の関係から加入者番号下4桁の最初には、0や1が使われなく（市外通話の発信番号や特定用途の識別番号と重なるため）、当初は2から始まる電話番号（02579x-2xxx）であった（現在では、3・4・5・6も使用されている）。ちなみに小出2局エリアは、加入者番号が3桁（02579-xxx）が4桁になる際、加入者番号の頭に「0」を付けて（025792-0xxx）となった。
- 025792-HJ→025792-GHJ→02579-2-0GHJ→025-792-0GHJ
- 025792-HJ→025792-GHJ→02579-2-1GHJ→025-792-1GHJ
- 025792-HJ→025792-GHJ→02579-2-2GHJ→025-792-2GHJ

4・5・6・7・9局番地域については
- 02579x-HJ→02579x-GHJ→02579x-2GHJ→02579-x-2GHJ→025-79x-2GHJ
- 02579x-HJ→02579x-GHJ→02579x-3GHJ→02579-x-3GHJ→025-79x-3GHJ

### 車庫証明
合併前から旧堀之内町・旧小出町では必要だったが、旧湯之谷村・旧広神村・旧守門村・旧入広瀬村では合併して魚沼市になった現在でも現住所・保管場所両方が旧村域であれば不要である（元々2000年6月1日時点で村であった地域は今後法改正が行われるまで不要。因みに旧小出町と旧湯之谷村、旧堀之内町と旧広神村のそれぞれ一部地域で旧町村境界線が入り組んでいるため、住民の中には保管場所が旧村域でも住居が旧町域であるため必要になる。また、合併前に車庫証明を申請・交付を受けている車両は、交付された保管場所標章の都道府県・市町名欄には旧村が記載されている）。

## 教育
市内の小・中学校、高等学校はすべて公立校である。

### 幼稚園
- 魚沼市立入広瀬幼稚園

- 学校法人竜谷学園めぐみ幼稚園

### 認定こども園
- すもんこども園

### 小学校
- 魚沼市立小出小学校
- 魚沼市立伊米ヶ崎小学校
- 魚沼市立湯之谷小学校

- 魚沼市立堀之内小学校
- 魚沼市立宇賀地小学校
- 魚沼市立広神東小学校

- 魚沼市立広神西小学校
- 魚沼市立須原小学校
- 魚沼市立入広瀬小学校

### 中学校
- 魚沼市立堀之内中学校
- 魚沼市立広神中学校

- 魚沼市立魚沼北中学校
- 魚沼市立小出中学校

- 魚沼市立湯之谷中学校

### 高等学校
- 新潟県立小出高等学校
- 新潟県立堀之内高等学校

### 特別支援学校
- 新潟県立小出特別支援学校
- 組合魚沼学園

### 専修学校
- 日本ウェルネススポーツ専門学校新潟校

### 学校教育以外の施設
職業能力開発校（職業能力開発促進法）
- 新潟県立魚沼テクノスクール（建築・左官・電気施設等）

保育所（児童福祉法）
- 魚沼市立堀之内なかよし保育園
- 魚沼市立佐梨保育園
- 魚沼市立ひがし保育園
- 魚沼市立伊米ヶ崎保育園

- 魚沼市立つくし保育園
- 魚沼市立ひかり保育園
- 魚沼市立ふたば東保育園
- 魚沼市立ふたば西保育園

- 社会福祉法人慈生会小出保育園
- 社会福祉法人清心保育園

## 交通

### 市内の交通における現状
公共交通機関はあるものの、上越線は1時間に1本、特に只見線を含め路線バス等が1日に数本というダイヤのため、モータリゼーションが発達している。

### 鉄道
東日本旅客鉄道（JR東日本）一社のみが運営しており、上越新幹線と、在来線2路線が市内を走っている。

#### 在来線
市域にはJR上越線、只見線の2路線が走っている。小出駅は両線の接続駅。
- 東日本旅客鉄道（JR東日本）
  - 上越線 : 小出駅 - 越後堀之内駅 - 北堀之内駅
  - 只見線 : 大白川駅 - 入広瀬駅 - 上条駅 - 越後須原駅 - 魚沼田中駅 - 越後広瀬駅 - 藪神駅 - 小出駅

- 中心となる駅：小出駅

また上越新幹線が市域を通るが駅はない。最寄りの新幹線駅は南魚沼市の浦佐駅で市内中心部から車で約15分、小出駅から上越線で10分。
現在は撤去されているが、かつて只見線の小出地域四日町地内の県営羽川住宅1棟北側付近から電源開発敷地内まで、小出駅方面から貨物支線の線路が敷かれて、材料を積んだ貨物列車が出入りしていた。

### バス

#### 路線バス

当市および南魚沼市・湯沢町域のバス路線図。

南越後観光バス（越後交通グループ）一社が市内外各路線を運行している。多区間制（整理券方式）で、後乗り前降り・後払い方式である。また、エリアによってフリーパス運転（バス停以外の場所からでも乗降が可能）を行っている。市内を含め南越後観光バスエリアでは、乗車カード等は導入されていないため、現金又は回数乗車券での支払いとなる。
旧小出町発着路線の一覧については、小出駅#バス路線を参照。その他の路線を以下に掲載する。
奥只見方面急行バス
- UD 浦佐駅東口 - シルバーライン - 大湯温泉 - 栃尾又温泉 - （銀山平） - 奥只見ダム

夏の観光シーズンのみ運行。尾瀬口方面の定期船へ連絡し、桧枝岐を経由して会津鉄道の会津高原尾瀬口駅まで周遊可能となっている。
コミュニティバス・乗合タクシー
市によって市内諸地域に乗合タクシーが設定されているほか、定期路線として小出まちなか循環線（コミュニティバス）が運行されている。なお、合併前から入広瀬村内では旧村内を循環する「循環バス（合併後は市営通学福祉バスとして）」がマイクロバス等を使用し運行されていた。

#### 高速バス（県内線）
- 【ときライナー】Ｔ 十日町線（新潟駅万代口 - 六日町 - 十日町）
六日町BS - 魚沼BS - 小千谷BS

アイ・ケーアライアンスにより1日2往復運行。Suicaなどの交通系ICカード使用可能。
予約なしで乗車可能。ただし空席がない場合は乗車はできない。

#### 高速バス（県外線）
- 東京 - 新潟線
六日町BS - 魚沼BS - 小千谷BS

新潟交通・西武バス・越後交通での共同運行。
事前に各事業会社の営業所・バスセンターなどで乗車券を購入する必要がある。

### 道路

#### 高速道路
- 関越自動車道
  - 魚沼IC（旧・小出IC）－堀之内IC/PA

#### 一般国道
- 国道17号
- 国道252号
  - 六十里越・六十里越トンネル
- 国道289号
- 国道290号
- 国道291号
  - 中山隧道
- 国道352号
  - 枝折峠

国道252号・国道352号は豪雪のために県境付近は冬季閉鎖される。この他、国道17号では浦佐バイパスが虫野地区から南魚沼市市野江甲まで建設計画され、一部（浦佐地区）で完成・供用されている。

#### 主要地方道・一般県道
- 新潟県道23号柏崎高浜堀之内線
- 新潟県道47号小出停車場線

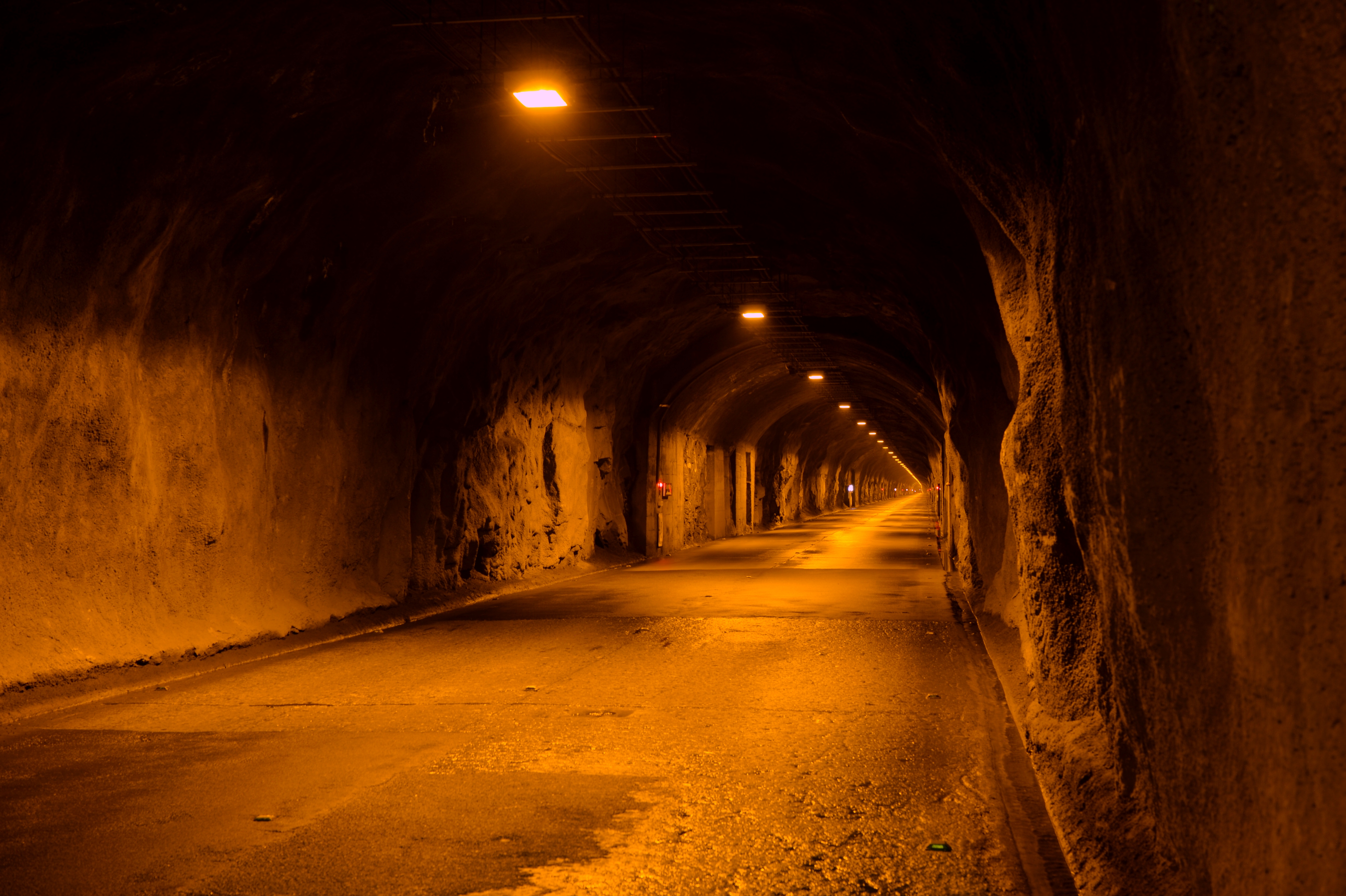
奥只見シルバーライン

- 新潟県道50号小出奥只見線（奥只見シルバーライン）
- 新潟県道57号栃尾守門線
- 新潟県道58号小千谷大和線
- 新潟県道70号小出守門線
- 新潟県道71号小千谷川口大和線
- 新潟県道84号堀之内インター線
- 新潟県道128号町屋越後堀之内停車場線
- 新潟県道179号魚沼中条停車場線
- 新潟県道230号滝之又堀之内線
- 新潟県道232号浦佐小出線
- 新潟県道265号下折立浦佐停車場線
- 新潟県道299号栃尾又上折立線
- 新潟県道328号三ツ又小出線
- 新潟県道332号湯之谷越後広瀬停車場線
- 新潟県道333号中山竜光堀之内線
- 新潟県道345号細野魚沼田中停車場線
- 新潟県道346号親柄大白川停車場線
- 新潟県道347号二分栃尾線
- 新潟県道356号半蔵金入広瀬停車場線
- 新潟県道371号堀之内小出線
- 新潟県道372号五箇小出線
- 新潟県道385号浅草山大白川停車場線
- 新潟県道387号吉水大和線
- 新潟県道388号西枯木又堀之内線

- 新潟県道407号貫木穴沢線
- 新潟県道415号茂沢竜光線
- 新潟県道416号原田川線
- 新潟県道417号米沢今泉線
- 新潟県道418号大石吉水線
- 新潟県道419号穴沢大栃山線
- 新潟県道448号赤土並柳線
- 新潟県道449号松川須原線
- 新潟県道458号下倉小出線
- 新潟県道476号西中野俣小平尾線
- 新潟県道477号荒谷竜光線
- 新潟県道492号鷹ノ巣公園線
- 新潟県道500号黒又山大栃山線
- 新潟県道501号江口今泉線
- 新潟県道514号水沢新田種芋原線
- 新潟県道532号虫野小出停車場線
- 新潟県道538号大栃山細野線
- 新潟県道552号高倉東野名線
- 新潟県道553号広神小出線
- 新潟県道558号泉沢新田山口線
- 新潟県道563号南平小平尾線
- 新潟県道567号大石原線
- 新潟県道568号須原スキー場線
- 新潟県道569号守門湯之谷線
- 新潟県道573号雷土新田浦佐線

#### 市道・農道

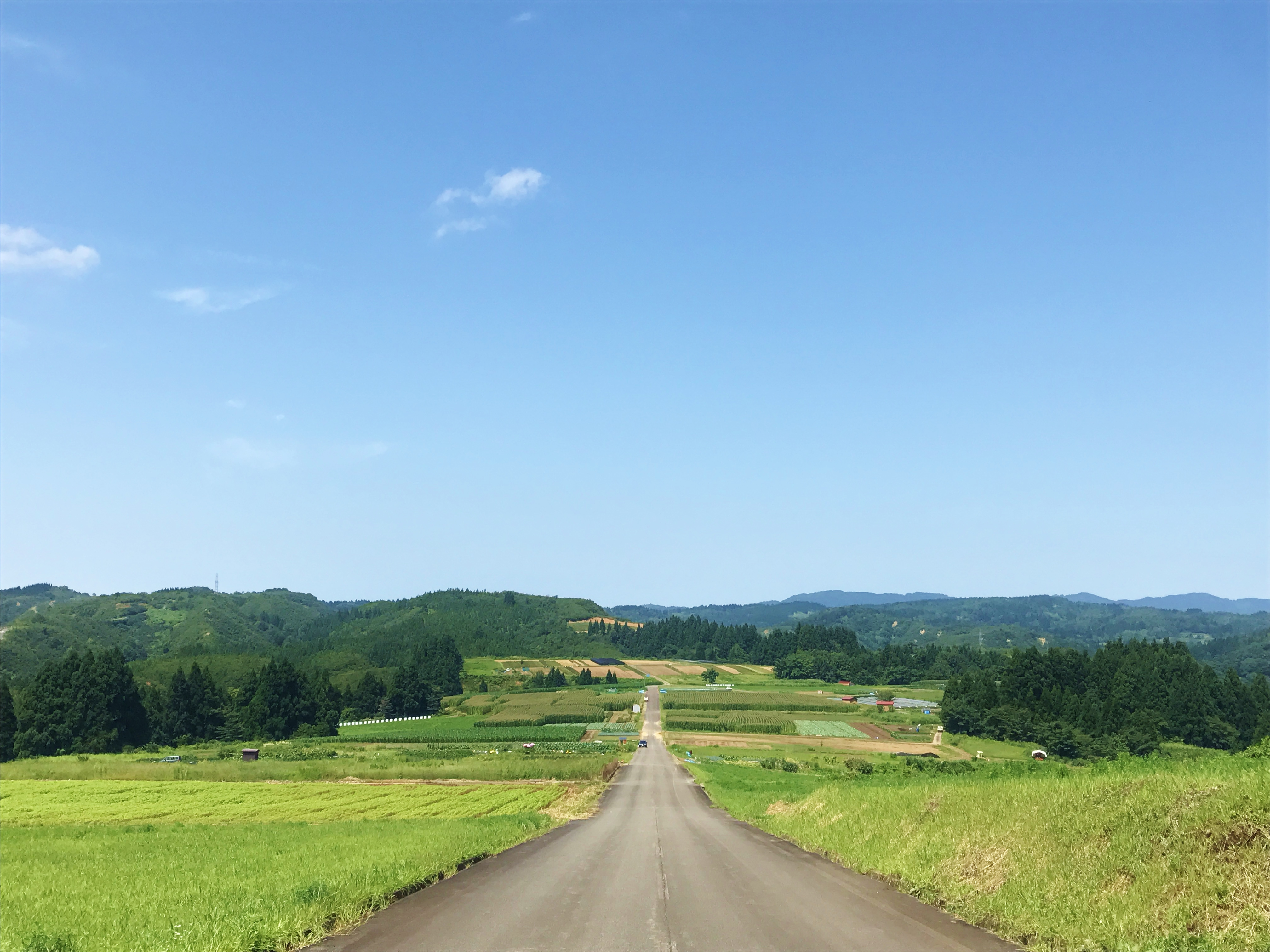
小出郷広域農道（上原高原）

- 広域農道「ふれあい・さんさくの路」（堀之内地区）

#### 道の駅
- ゆのたに
- いりひろせ

## 名所・旧跡・観光
エリア別に見る際は、合併前の旧町村の記事を参照（冒頭の図からリンク可能）。

### 名所・観光スポット

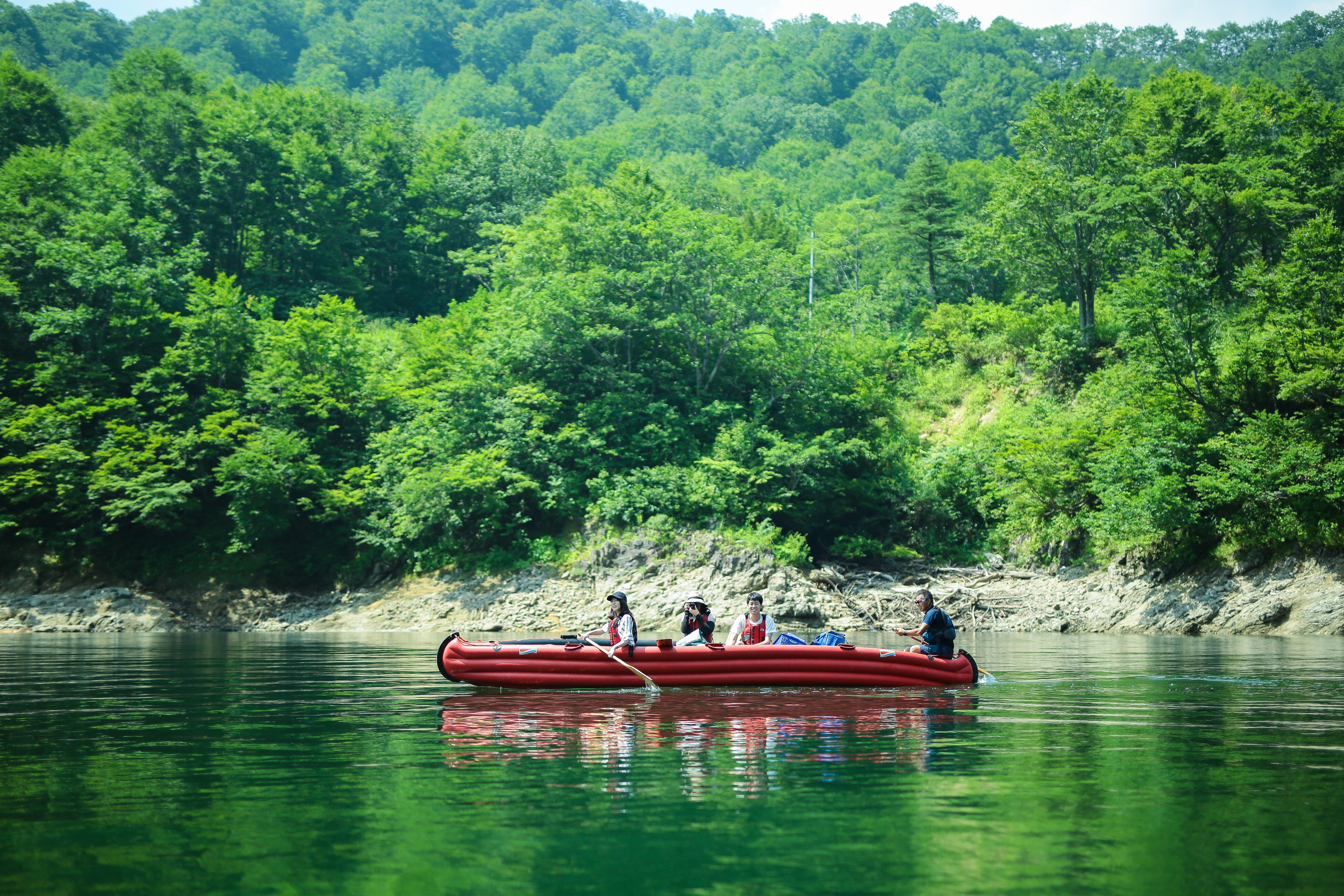
奥只見湖のカヌー・Eボート体験（2019年8月）

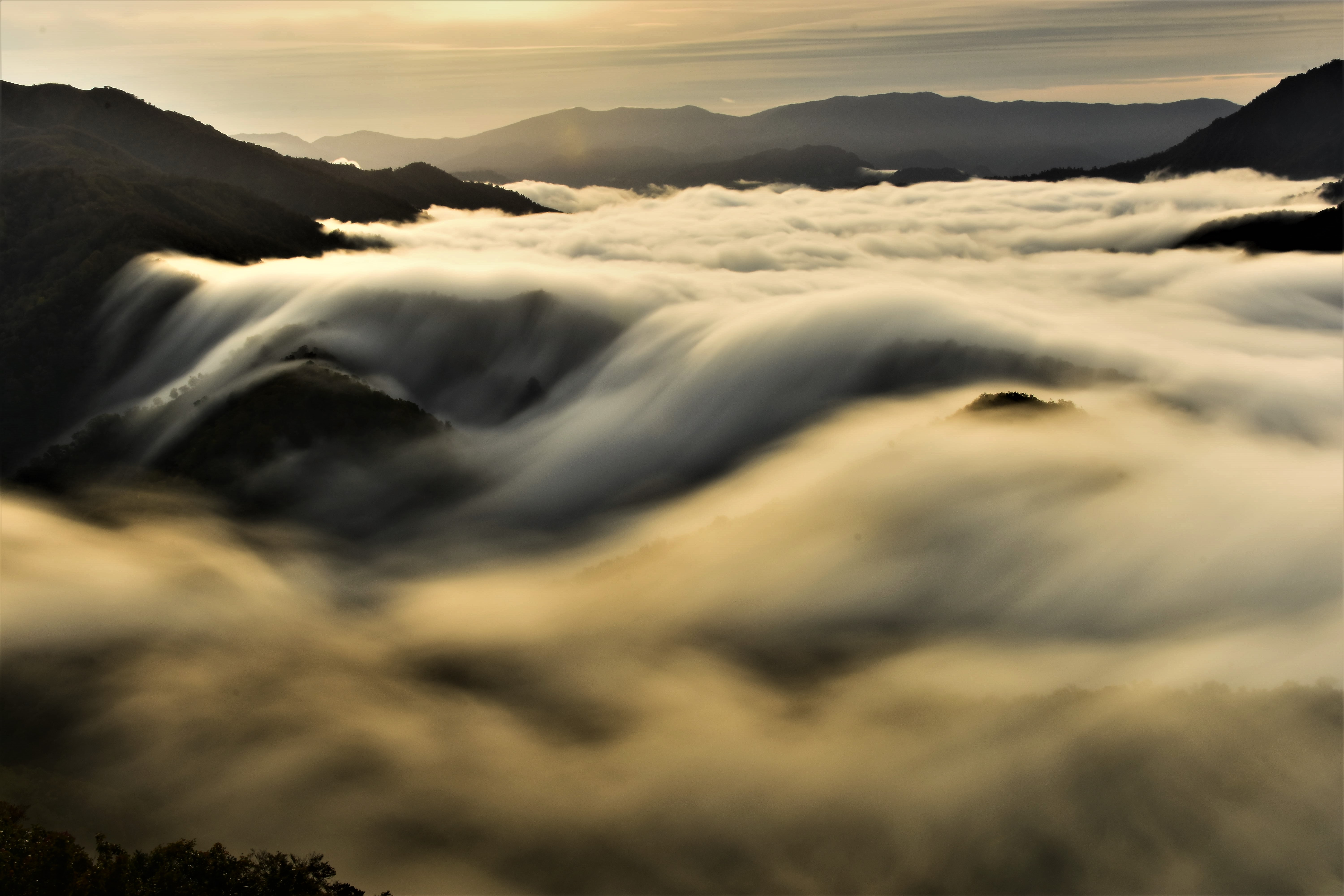
枝折峠の滝雲（2018年10月）

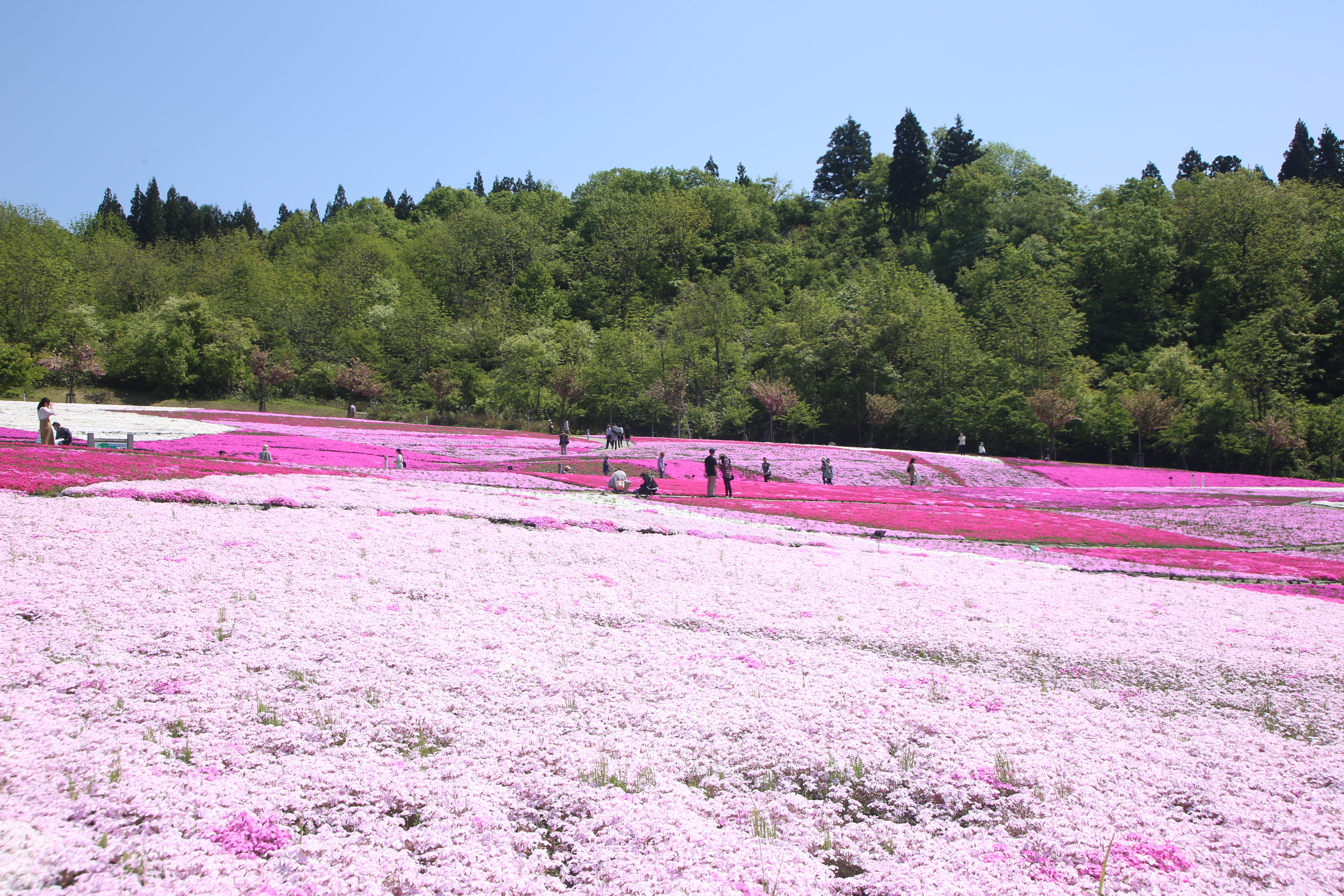
奥只見レクリェーション都市公園の魚沼芝桜まつり（2019年5月）

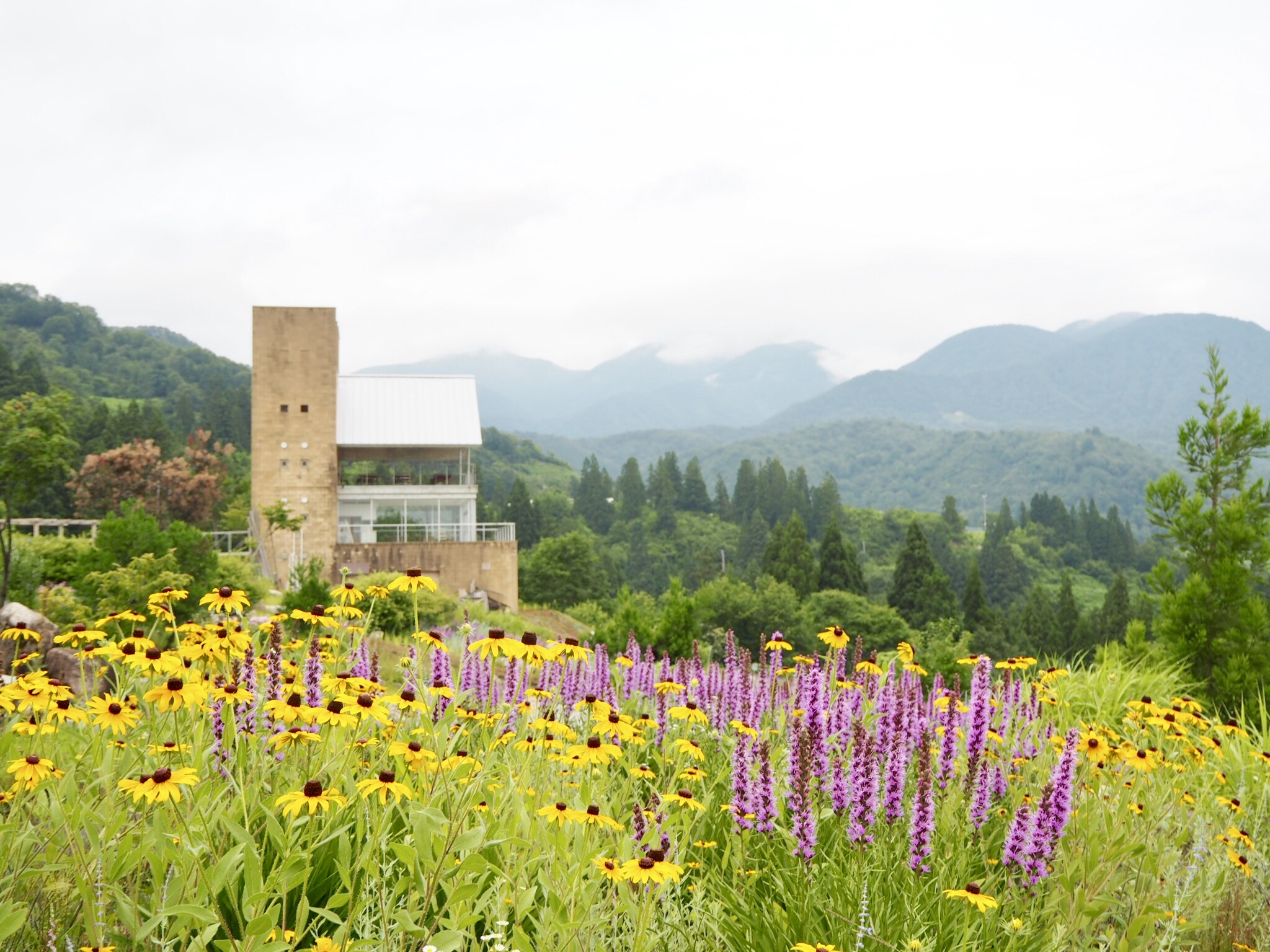
越後ハーブ香園入広瀬（2017年7月）

- 奥只見ダム・奥只見湖（正式には「銀山湖」）
- 銀山平（上田銀山・白峰銀山）
- 枝折峠の滝雲・雲海
- 西福寺開山堂
- 永林寺 - 永林寺と西福寺は幕末の彫物師石川雲蝶の彫刻で有名。（どちらも県指定文化財）
- 目黒邸・佐藤家住宅（重要文化財）
- 玉川酒造 - 酒蔵見学ができる。
- 絵本の家ゆきぼうし
- 星の家 [18]- 須原スキー場山頂にある天体観測施設。400mm反射式望遠鏡を備えた天体観測ドームがある。
- 池ノ峠 - 池ノ峠と鏡ヶ池はとても近く鏡ヶ池の畔に道の駅がある。
- 鏡ヶ池 - 道の駅いりひろせ隣接。
- 尾瀬 - 新潟県側からの入り口である。
- 宮柊二記念館[19] - 魚沼市役所堀之内庁舎隣接
- 奥只見レクリェーション都市公園
- 中山トンネル
- 清水川辺神社
- 早津ギャラリー[20]
- 越後ハーブ香園 入広瀬
- 総合公園 小出公園
- 総合公園 月岡公園
- 広神自然公園
- 堀之内やな場
- 広神やな場
- 浅草山麓エコミュージアム

### 温泉・レジャー
- 湯之谷温泉郷
- 銀山平温泉 白銀の湯
- 寿和温泉、ニュー浅草岳温泉
- 薬師温泉センター ゆ〜パ〜ク薬師

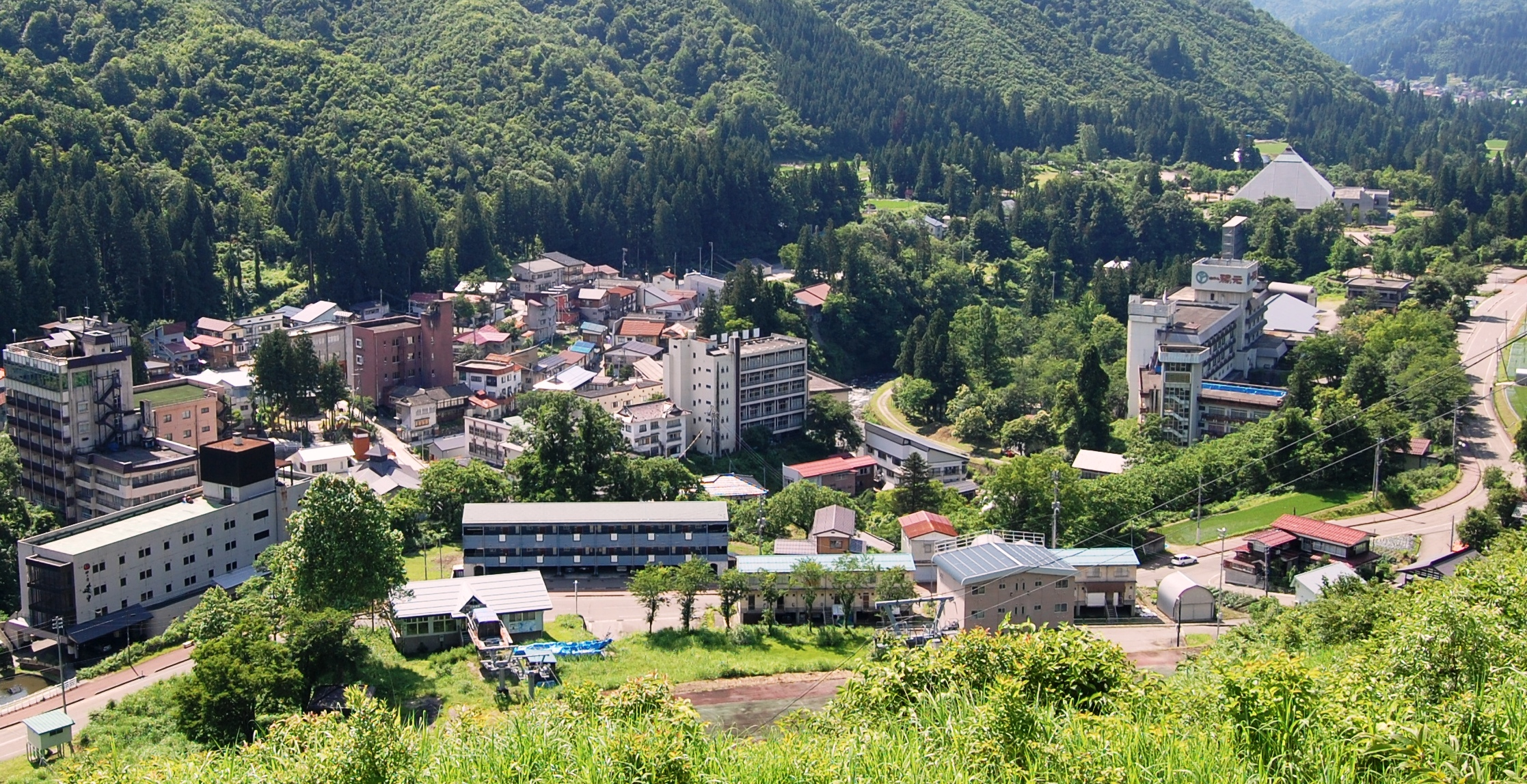
湯之谷温泉郷・大湯温泉

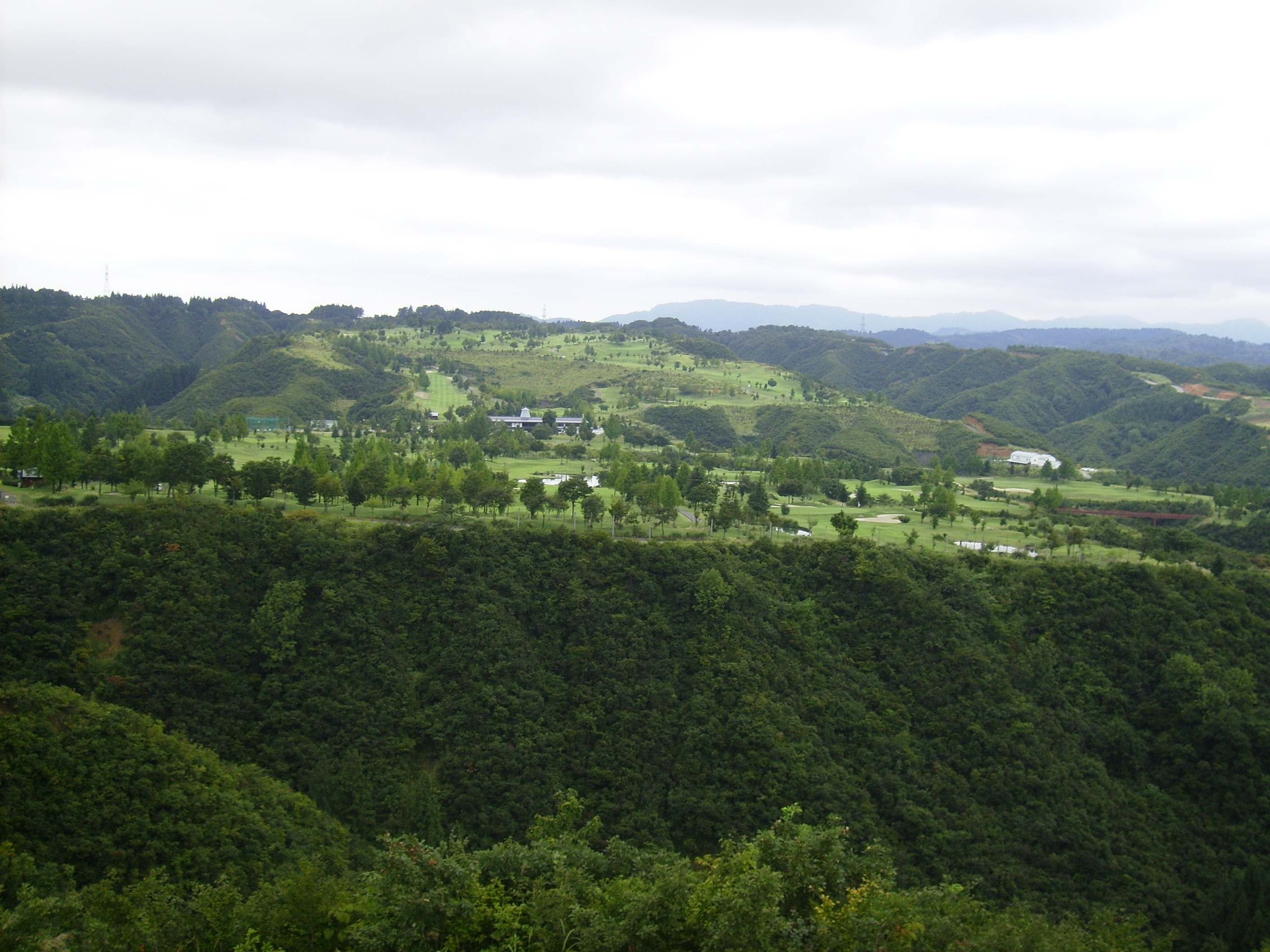
越後ゴルフ倶楽部

- 湯之谷交流センター ユピオ - 1995年に旧湯之谷村が建設、利用者減と光熱費高騰により温泉入浴施設は2023年7月中旬に営業終了[21]。
- 神湯とふれあいの里
- 見晴らしの湯 こまみ
- 国民宿舎 浅草山荘
- 小白沢ヒュッテ・奥銀山キャンプ場
- 越後ゴルフ倶楽部 - 新潟県の奥只見レクリエーション地域整備事業に基づき、自治体（新潟県や旧広神村）や民間企業11社による第三セクター方式により、1992年9月にオープン。2006年1月13日に民事再生法を申請し事実上破綻したが、再スタートしている。

など

#### スキー場
- 小出スキー場
- 湯之谷薬師スキー場
- 大湯温泉スキー場
- 奥只見丸山スキー場
- 須原スキー場
- 大原スキー場（旧関越国際大原スキー場）

かつてはこの他に、旧守門村内に越後アクシオムスキー場（旧名 権現堂スキー場）、旧入広瀬村内に中峯スキー場が営業していたが共に廃止されている。

## 文化・名物

### 祭事・催事
- 盆踊り 大の阪（堀之内地区 毎年8月14日 - 16日、1998年 12月16日に重要無形民俗文化財指定）[2]
- しねり弁天たたき地蔵祭り（小出島地区 毎年6月30日）
- 牛の角突きの習俗（大芋川地区 1978年5月22日に重要無形民俗文化財指定 現在休止中）
- うおぬま「ふれあい夏の雪まつり」（銀山平地区 毎年7月最終土・日曜日）
- 小出まつり（小出地域 毎年8月25日 - 27日）
- 堀之内 十五夜祭り（堀之内地区 毎年敬老の日の前週の金・土・日曜日[2][22]。以前は9月14日 - 16日、本来は旧暦8月15日[23]）
- 魚沼市小出国際雪合戦
- 雪中花水祝（堀之内地区 毎年2月11日）[2]
  - 同時に「はと祭り」も併催される。
- 皇大市 （堀之内地区 毎年5月から10月までの毎月第1日曜日）[2]

- 尾瀬三郎中納言供養祭
- 湯の里雪祭り・百八灯
- 鳥追い（毎年1月14日）

- 歳の神（毎年1月15日）
- 枝折峠ヒルクライムINゆのたに

など

### 伝統工芸品
- 大沢和紙(旧湯之谷村)

など

## メディア
- 魚沼ケーブルテレビ - 旧堀之内町地区（2006年平成18年開局）
- 新潟日報 - 小出支局
- 小出郷新聞 - 週刊（1909年明治42年創刊）
- エフエム魚沼 - （2015年平成27年開局）

## 自治体交流
国内
- 足立区（東京都）
  - 1982年 小出町時代に友好自治体提携
  - 2005年 魚沼市となってから友好自治体再調印（自治体統廃合の為）
- 文京区 (東京都)
  - 1996年　湯之谷村時代に災害協定提携
  - 2004年　魚沼市となってから災害協定再調印　(自治体統廃合の為)
  - 2013年　相互協力協定提携

## 出身人物
- 荒川正昭（元新潟大学学長、元大学入試センター理事長、魚沼市名誉市民、旧広神村出身）
- 宮柊二（歌人、堀之内町名誉町民、旧堀之内町出身）
- 山岡荘八（作家、旧小出町出身）
- 伊藤謙二（元日本興業銀行総裁、初代復興金融金庫理事長、旧小出町出身）
- 池田恒雄（ベースボールマガジン社創業者、「東京小出会」5代目会長、旧小出町出身）
- 渡辺広康（元東京佐川急便社長。元二子山部屋後援会会長、旧堀之内町出身）
- 渡辺謙（俳優、旧小出町出身、出生地は旧広神村で一時旧守門村にも在住していたが、中学・高校時代は旧小出町で生活）（魚沼市名誉市民）
- 大桃美代子（タレント、ニュースキャスター、魚沼特使、旧湯之谷村出身）
- 米山隆一（元新潟県知事、医学博士、弁護士、旧湯之谷村出身)
- 内田幹夫（魚沼市長、旧湯之谷村出身)
- 星瑞枝（アルペンスキー選手、旧湯之谷村出身）
- 大豊昌央（元大相撲力士(元小結、現在は年寄：荒汐)、本名：鈴木栄二、旧堀之内町出身）
- 明田川孝（彫刻家・音楽研究家、旧広神村出身）
- 森下滋（ジャズピアニスト）
- 高野浩毅（水彩画家、日本デザイナー学院講師、旧小出町出身）
- 桜井庄平（大正時代の政治家、第13回衆議院議員総選挙、旧小出町出身）
- 関矢孫一（大正時代の政治家、第17回衆議院議員総選挙、旧広神村出身）
- 目黒宏直（バイアスロンで長野冬季五輪・ソルトレークシティ冬季五輪に出場、旧広神村出身）
- 高橋逸郎（NASPAニューオータニ取締役総支配人、旧広神村出身）
- 佐藤俊彦（長岡振興局長、旧小出町出身）
- 関淳（前松下政経塾長）
- Emi（歌手）
- 芦谷あばよ（漫画家）
- 星野裕矢（シンガーソングライター）
- おばたのお兄さん（お笑いタレント）
- 佐藤杏樹 （アイドル・NGT48）
- 安蒜幸紀 （アナウンサー）
- 韮沢雄也 （プロ野球選手)

### ゆかりのある人物
- 石川雲蝶 （彫物師）
- 開高健 （作家、奥只見湖をこよなく愛し釣り師でもあった。奥只見湖のイワナ保護を目的に「奥只見の魚を育てる会」を結成した。銀山平には石碑がある）
- 早津剛 （日本画家、旧六日町出身で元教員、青島地区在住、早津ギャラリー主宰[20]）
- 衿野未矢 （ノンフィクションライター、晩年魚沼市に在住した）

## 魚沼市を舞台、ロケ地にした作品

### 映画
- 藏
- 虹の女神 Rainbow Song
- ホワイトアウト
- あぜみちジャンピンッ!

### テレビドラマ
- 女の一生
- 天地人（NHK）
- 私の嫌いな探偵
- ひぐらしのなく頃に
- ひぐらしのなく頃に解
- 64（ロクヨン）
- dele
- テセウスの船

### 漫画
- ネイチャージモン
- ホワイトアウト
- 鉄子の旅
- ダムマンガ

### 小説
- 雪国 （川端康成）
- 沈める滝 （三島由紀夫）
- ホワイトアウト （真保裕一）
- 天地人 （火坂雅志）

## その他

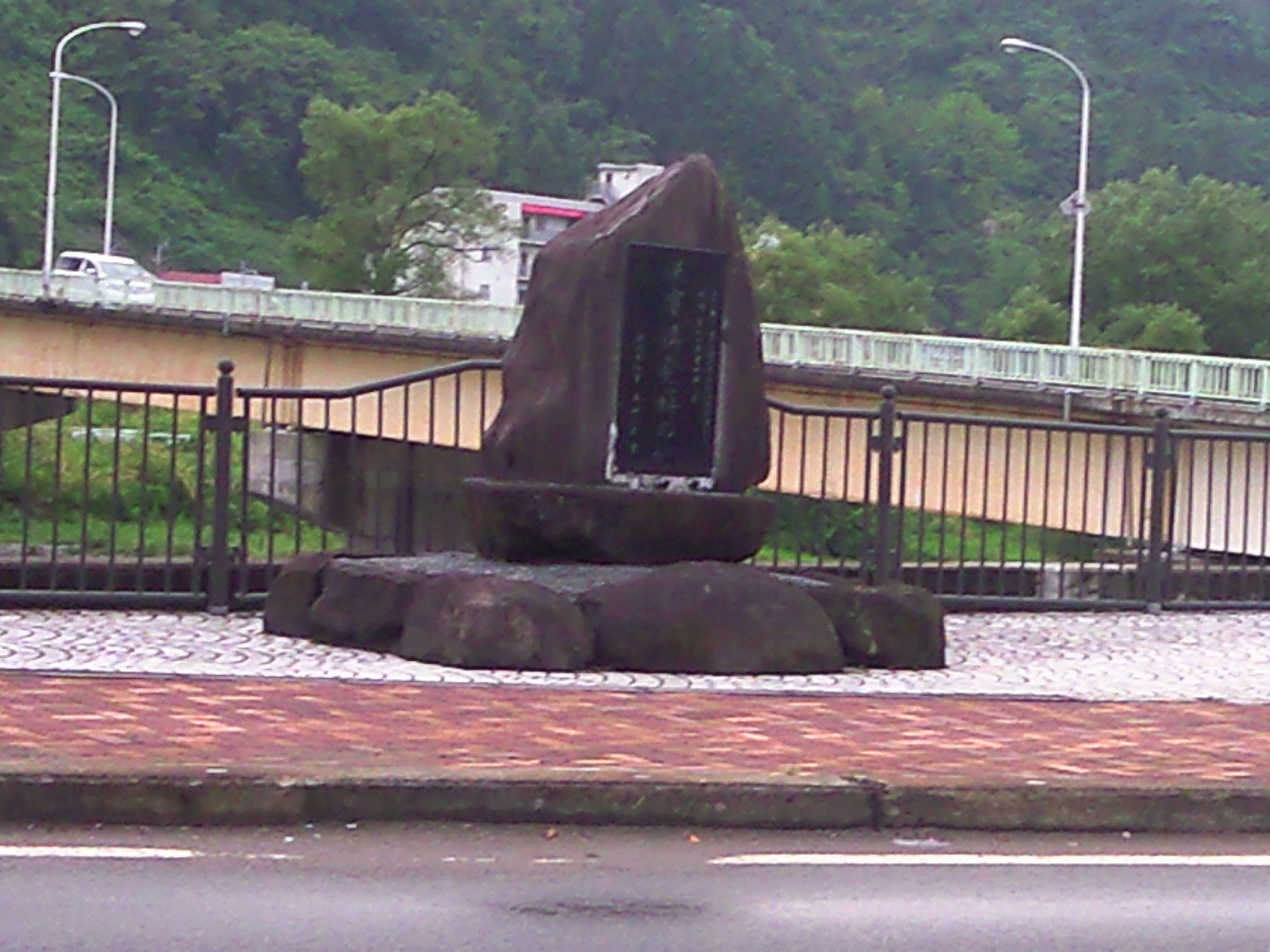
流雪溝の発祥地を証する石碑。後ろに見えるのは「小出橋」

- 水の郷百選：流雪溝発祥の地 こいで
- 新発田小出構造線：構造線の南側の起点